# Thinking About You (canção de Norah Jones)
"Thinking About You" é o primeiro single de seu terceiro álbum de estúdio, Not Too Late (2007).

## Composição
Jones escreveu: "Thinking About You", em 1999, com o seu então colega Ilhan Ersahin, da banda Wax Poetic, no qual ela participou. Ela gravou uma versão desta música para o seu segundo álbum, Feels Like Home (2004), mas de acordo com ela parecia "muito country rock". De acordo com o produtor, ela "encontrou uma maneira de fazê-lo funcionar" durante a gravação do Not Too Late.

## Faixas

### CD single
- Europa

1. "Thinking About You"
2. "2 Men"
3. "Wish I Could"

## Covers
Irma Thomas gravou a canção para seu álbum de 2008, Simply Grand. Jones foi convidada para tocar o piano.

## Desempenho nas paradas
| Top (2007)                            | Melhor posição |
| ------------------------------------- | -------------- |
| Alemanha - Media Control Charts       | 65             |
| Áustria - Ö3 Austria Top 40           | 49             |
| Bélgica - Ultratip                    | 9              |
| Bélgica - Ultratip                    | 8              |
| Espanha - Promusicae                  | 9              |
| Estados Unidos - Billboard Hot 100    | 82             |
| Estados Unidos - Billboard Jazz Songs | 7              |
| European Singles Chart                | 40             |
| Itália - FIMI                         | 5              |
| Países Baixos - Dutch Top 40          | 11             |
| Portugal - Portugal Digital Songs     | 5              |
| Suíça - Schweizer Hitparade           | 35             |